# Route 344 (Nouvelle-Écosse)
Pour les articles homonymes, voir Route 344.
La route 344 est une route secondaire de la Nouvelle-Écosse d'orientation nord-sud, généralement, située dans l'est de la partie continentale de la province, dans le Comté de Guysborough. Elle est une route faiblement empruntée. De plus, elle mesure 47 kilomètres, et est une route asphaltée sur l'entièreté de son tracé.

## Tracé
La route 344 débute à Boylston, sur la route 16. Elle commence par se diriger vers l'est sur une vingtaine de kilomètres, suivant la rive nord de à baie Chedabucto, puis elle tourne vers le nord-ouest à Hadleyville, alors qu'elle continue de suivre la rive. Elle suit ensuite la rive sud-ouest du détroit de Canso, en traversant notamment Mulgrave, ville adjacente à Port Hawkesbury. Elle se termine à la sortie 40 (intersection) de la Route Transcanadienne, le multiplex des routes 104 et 4, à peine 1 kilomètre à l'ouest du Canso Causeway.

## Communautés traversées
- Boylston, km 0
- Middle Manchester, km 4
- Port Shoreham, km 6
- Manassette Lake, km 13
- Saint-Francis Harbour, km 16
- Hadleyville, km 19
- Sand Point, km 26
- Middle Melford, km 31
- Steep Creek, km 34
- Pirate Harbour, km 39
- Mulgrave, km 42
- Aulds Cove, km 47

## Parcs Provinciaux
→Parc Provincial Shoreham Beach